# Veronica Inglese
Veronica Inglese (née le 22 novembre 1990 à Barletta) est une athlète italienne, spécialiste du demi-fond et du fond.
Sur 5 000 m, elle remporte la médaille de bronze lors des Championnats d'Europe juniors d'athlétisme 2009.
Elle a remporté douze titres nationaux italiens, dont 3 seniors (10 km sur route, cross-country et 10 000 m sur piste) et un universitaire.
Elle a été sélectionnée à cinq reprises dans l'équipe nationale : lors des championnats du monde de 2011, lors des championnats d'Europe de cross-country 2013 où elle termine 8e, et lors des mondiaux de semi-marathon en 2014, notamment. Le 1er mai 2016, elle court à Palo Alto le 10 000 m en 31 min 42 s 02, ce qui la qualifie pour les Jeux olympiques de Rio, temps auquel elle ajoute sur 5 000 m, 15 min 22 s 45, le 25 juin 2016 à Rieti pour remporter le championnat national. Le 6 juillet 2016, elle termine 6e du 10 000 m des Championnats d'Europe à Amsterdam, en battant son record personnel, puis le 10 juillet, elle remporte la médaille d'argent du semi-marathon derrière Sara Moreira.